# الحمطي (فرع العدين)

تعديل مصدري - تعديل

الحمطي محلة تابعة لقرية القحاطن، التابعة لعزلة الاهمول بمديرية فرع العدين إحدى مديريات محافظة إب في الجمهورية اليمنية، بلغ تعداد سكانها 78 حسب تعداد اليمن لعام 2004.